# Алекса Перовић
Алекса Перовић (Краљево, 28. септембра 1995) српски је певач и кантаутор.

## Биографија
Алекса Перовић рођен је у Краљеву, 28. септембра 1995. године. Завршио је Електро-саобраћајну техничку школу „Никола Тесла“ у родном граду, након чега је уписао студије на Мегатренд универзитету у Београду. У јуну 2016. године, приступио је Српској народној партији. Током учешћа у музичком такмичењу Звезде Гранда, Перовић је отпочео везу са Милицом Пајчин, са којом се нешто касније венчао. Пар је 2018. године добио ћерку Луну. Заједно са супругом уписао је школу глуме „Први кораци“, у класи Игора Ђорђевића, а своју прву улогу остварио је у представи Солунци и Солунке говоре, у режији Лазара Дубовца.

## Музичка каријера
Перовић се током средњошколског образовања бавио певањем и рецитацијом, те је своју школу представљао на окружној смотри рецитаторског такмичења Песниче народа мог у Рашки, одржаној 27. априла. 2012. Током завршног разреда средње школе, Перовић је био учесник прве сезоне такмичења X Factor Adria, где је под менторством Емине Јаховић стигао до финала. Учешћем у тој емисији, Перовић је стекао статус једног од популарнијих музичара у свом граду. Своју прву песму, Нећу да се заљубим, Перовић је објавио 2014. године, а одмах затим, наредне године, снимио је и нумеру Волети не престајем, за који је сам написао текст и музику. Као учесник XI сезоне надметања за „Звезду Гранда“, Перовић је изабран за најбољег такмичара по оцени жирија. Услед постигнутог успеха, Перовићу је организован пријем код помоћника градоначелника Краљева за културне манифестације, Сретена Јовановића. Свој нови сингл, под називом Признајем, Перовић је објавио у октобру 2017. Наредне године, Перовић је за Гранд продукцију издао сингл Шифра.

### Песме и синглови
- Нећу да се заљубим (2014)
- Волети не престајем (2015)
- Признајем (2017)
- Шифра (2018)

## Позоришне улоге
| Представа                | Улога | Текст          | Драматургија  | Режија        | Позориште | Премијера |
| ------------------------ | ----- | -------------- | ------------- | ------------- | --------- | --------- |
| Солунци и Солунке говоре |       | Антоније Ђурић | Лазар Дубовац | Лазар Дубовац | Театар 78 | 2019.     |

## Награде и признања
- Победник XI сезоне такмичења Звезде Гранда, по избору жирија.[б]